# 卡蘭博瀑布

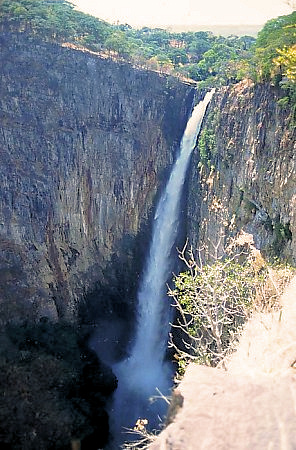
卡蘭博瀑布

卡蘭博瀑布（Kalambo Falls）是東非的瀑布，位於贊比亞和坦桑尼亞接壤邊界的卡蘭博河上，處於坦噶尼喀湖東南端，該座瀑布位差235米，是非洲第二高的瀑布，僅次於南非的圖蓋拉瀑布。
卡蘭博瀑布是非洲一大考古遗址，在这里发现的器物包括早于人出现的卡兰博结构。
8°35′47″S 31°14′25″E / 8.59639°S 31.24028°E